# Daniel Keilwitz
Daniel Keilwitz, född 3 augusti 1989 i Villingen-Schwenningen, är en tysk racerförare.